# Brammasandra, Sira
Brammasandra là một làng thuộc tehsil Sira, huyện Tumkur, bang Karnataka, Ấn Độ.